# Miniophyllodes
Miniophyllodes är ett släkte av fjärilar. Miniophyllodes ingår i familjen nattflyn.
Kladogram enligt Catalogue of Life:
| Miniophyllodes | \| \| Miniophyllodes aurora \| \| \| \| \| \| Miniophyllodes catalai \| \| \| \| \| \| Miniophyllodes sikorai \| \| \| \| |
|                | \| \| Miniophyllodes aurora \| \| \| \| \| \| Miniophyllodes catalai \| \| \| \| \| \| Miniophyllodes sikorai \| \| \| \| |
|                | Miniophyllodes aurora |
|                | |
|                | Miniophyllodes catalai |
|                | |
|                | Miniophyllodes sikorai |
|                | |